# Conflit FIA-FOTA
Le conflit FIA-FOTA désigne la série d'affrontements politiques ayant eu lieu en 2009 entre la Fédération internationale de l'automobile (FIA) et la Formula One Teams Association (FOTA) sur la question de la réglementation de la saison 2010 de Formule 1. Le débat s'ouvrit en début d'année lorsque la FIA indiqua vouloir un plafonnement des budgets pour la nouvelle saison. S'ensuivit une dispute entre les deux organismes qui culmina à la veille du Grand Prix de Grande-Bretagne lorsque les écuries de la FOTA annoncèrent leur intention de créer un championnat parallèle indépendant de la FIA. Le différend s'est ensuite apaisé au point qu'un nouvel accord Concorde fut signé en août 2009.

## Origines
Le conflit prend ses racines en milieu d'année 2008 lorsque le plus grand remaniement de l'histoire de la réglementation de la Formule 1 fut approuvé pour la saison 2009. Au début de l'année 2009, le président de la FIA Max Mosley, décidé à poursuivre sa politique de réforme pour assurer un avenir à la Formule 1 dans le contexte de la crise financière, annonça de nouvelles propositions pour la saison 2010, dont le plafonnement des budgets à 30 millions d'euros avec des avantages techniques substantiels pour les écuries qui accepteraient de jouer le jeu. Cette annonce provoqua le mécontentement de la FOTA qui dénonça la création d'un championnat disputé sous deux réglementations différentes. En réponse, la Scuderia Ferrari déposa une injonction auprès d'un tribunal français à Paris afin d'empêcher la mise en œuvre de la nouvelle réglementation. Étant donné son histoire et son association étroite avec la Formule 1, Ferrari avait obtenu il y a une décennie un droit de véto technique lui permettant de s'opposer à tout changement de réglementation avec lequel elle serait en désaccord. Cependant, le tribunal jugea les objections de Ferrari sans fondement car l'équipe n'avait pas utilisé son véto lors de la précédente réunion du Conseil mondial du sport automobile et ne possédait donc pas de motif légal pour une contestation judiciaire.

## Objections de la FOTA
Six des écuries de la FOTA - Ferrari, BMW Sauber, Toyota, Renault, Red Bull et Toro Rosso - annoncèrent leur intention de se retirer du championnat 2010 en ne soumettant pas leur inscription pour la nouvelle saison. À ce moment, Bernie Ecclestone croyait possible un compromis entre la FIA et les écuries, mais le 15 mai, la FIA échoua dans son entreprise et le conflit se durcit.
Les dix écuries de la FOTA se rencontrèrent lors du Grand Prix de Monaco et décidèrent à l'unanimité de se retirer du Championnat du monde de Formule 1 à la fin de l'année 2009 si le projet de plafonnement des budgets était maintenu tel quel. Elles dénoncèrent un système de réglementation à « deux vitesses » et défendirent le besoin de continuité entre les règlements d'une année sur l'autre. Cependant, l'écurie britannique Williams soumit une inscription sans condition à la FIA seulement trois jours après la réunion, prétendant que seule la compétition l'intéressait et qu'un retrait serait contraire à ce principe. Pour ce geste, Williams fut suspendu de la FOTA tandis que les négociations se poursuivirent entre les écuries et la FIA. Force India soumit son inscription sans condition le 5 juin et fut également suspendu de la FOTA. Finalement, les huit écuries restantes de la FOTA soumirent une inscription sous conditions le 12 juin.

## Nouvelles écuries
Dans sa volonté d'ouvrir le paddock 2010 à trois nouvelles écuries, la FIA reçut des demandes d'inscription de la part de quinze équipes, dont Prodrive, Lola, USF1 et Brabham. La liste des inscrits 2010 fut publiée le 12 juin avec comme nouvelles écuries Campos Grand Prix, Manor Grand Prix et USF1. En outre, la FIA inscrivit d'office les écuries Ferrari, Red Bull et Toro Rosso affirmant qu'elles étaient contractuellement obligées de courir le championnat jusqu'en 2012. Max Mosley annonça qu'il laissait une semaine à Brawn, McLaren, Renault et Toyota pour s'inscrire sans conditions. À cette époque, il fut rapporté que quatre écuries provisoires étaient en négociations avec la FIA dans l'éventualité où une ou plusieurs écuries de la FOTA décideraient de se retirer du championnat. Il fut également rapporté que Renault cesserait ses activités en Formule 1 à la fin de l'année 2009 en cas de maintien du plafonnement du budget, d'un ralentissement dans son secteur de production de voiture de tourisme ou tout autre circonstance défavorable.
Le 16 juin, la FIA annonça son intention de maintenir le plafonnement du budget des écuries, désormais porté à quarante-cinq millions d'euros après des négociations avec la FOTA qui échouèrent à nouveau. Affirmant qu'une solution avait été trouvée la semaine précédente, la FIA accusa des factions de la FOTA de vouloir saboter les négociations, puis accusa la FOTA d'essayer de prendre le contrôle de la gouvernance et des droits commerciaux de la F1, ce que Mosley déclara inacceptable.

## Menace d'un championnat parallèle
Dans la semaine précédant le Grand Prix de Grande-Bretagne, les huit équipes de la FOTA écrivirent une lettre à la FIA qui appelait à un compromis d'urgence et demandait une prorogation du délai d'inscription afin de négocier un nouvel accord Concorde. La lettre précisait que les écuries de la FOTA étaient prêtes à s'engager jusqu'en 2012 et à fournir une aide technique et des conseils aux nouvelles écuries. La FIA répondit dans les deux heures indiquant qu'elle était disposée à traiter avec la FOTA mais qu'elle ne repousserait pas la date butoir d'inscription fixée au 19 juin en raison d'obligations vis-à-vis des nouvelles écuries et qu'il était par conséquent impossible de parvenir à un nouvel accord Concorde en un si court délai. La proposition de Max Mosley consistait en un plafonnement du budget des écuries, le maintien de la réglementation 2009 concernant les moteurs et boîtes de vitesses, et l'autorisation d'utiliser des couvertures chauffantes pour les pneumatiques, qui théoriquement devaient être interdites en 2010. En outre, Mosley déclara vouloir effectuer une révision de la Cour d'appel internationale de la FIA et abandonner une annexe controversée de la réglementation 2010 qui aurait donné à la FIA toute autorité pour établir la réglementation de la F1.
Après une réunion au siège de Renault à Enstone, les huit écuries de la FOTA annoncèrent leur refus de se plier aux exigences de la FIA et leur intention de créer un championnat parallèle similaire à ceux existant en Amérique du Nord, comme lors des divisions entre l'USAC et le CART en 1979 (similaire dans le sens où les principaux pilotes et écuries avaient rejoint le nouveau championnat), ou entre le CART et l'IRL en 1996. Après avoir menacé la FOTA de poursuites judiciaires, la FIA adoucit son discours et proposa de nouvelles négociations avec les écuries. La FOTA, cependant, refusa, déclarant que la décision était prise et qu'elle ne changerait pas d'avis, bien que le directeur de Red Bull Christian Horner déclarât qu'il était insensé de s'engager trop tôt. Le détenteur des droits commerciaux de la Formule 1, Bernie Ecclestone, promit de s'engager à garantir un avenir à la F1 et affirma que ce conflit entre la FIA et la FOTA ne reposait « au fond sur rien ».
Le 24 juin, le conflit sembla proche de la fin lorsqu'à la réunion du Conseil mondial du sport automobile à Paris, les écuries de la FOTA acceptèrent leur inscription au championnat 2010 tandis que Max Mosley acceptait de ne pas se représenter à l'élection de la FIA en octobre. Cependant, Mosley remit sa résolution en question dès le lendemain, la suspendant tant que la FOTA, et Luca di Montezemolo en particulier, ne s'excuseraient pas pour leurs déclarations à la presse qui suggéraient que lui, Mosley, était un « dictateur » sans plus aucune implication en Formule 1 jusqu'à la fin de son mandat et qu'il avait été forcé de quitter ses fonctions.

## Nouvelles complications
Le 8 juillet, lors d'une rencontre avec la FIA, la FOTA quitta les locaux sans parvenir à trouver un accord sur la réglementation future. Les écuries de la FOTA furent ensuite informées par la FIA qu'elles n'étaient pas inscrites pour la saison 2010 et n'avaient donc pas de droit de regard sur les discussions touchant à la réglementation. La FOTA répondit que l'élaboration de plans pour un championnat parallèle était toujours en cours. Toutefois, lors du Grand Prix d'Allemagne, la FOTA exprima sa confiance en une fin rapide du conflit et indiqua son intention de négocier les termes d'un nouvel accord Concorde directement avec CVC, la société contrôlant les droits commerciaux de la Formule 1, en espérant qu'une résolution soit trouvée d'ici le Grand Prix de Hongrie. Le même jour, Bernie Ecclestone annonça qu'il s'impliquait dans le processus et promit la signature d'un nouvel accord Concorde dans les 48 heures pour mettre fin à la menace d'un championnat parallèle et sécuriser l'avenir de la Formule 1. Le 15 juillet, Max Mosley confirma qu'il ne se représenterait pas à la prochaine élection FIA d'octobre.
Le 6 juillet, une écurie non nommée accusa la FIA d'avoir sélectionné les nouvelles écuries sur la base qu'elles ne soient pas liées aux motoristes actuels. Le 12 juillet, l'écurie candidate non retenue N.Technology présenta un recours en justice contre la FIA à Paris, affirmant qu'elle avait été informée que la seule possibilité d'être sélectionné pour 2010 était d'utiliser un moteur Cosworth alors qu'elle-même était en négociation sérieuse avec un motoriste de la FOTA.

## Accord Concorde de 2009 et retrait de BMW
Au moment du Grand Prix de Hongrie, les treize écuries rencontrèrent le détenteur des droits commerciaux CVC pour discuter d'un nouvel accord Concorde valable jusqu'en 2012. La FIA annonça qu'elle était prête à signer l'accord qui prévoyait que les 13 écuries s'engagent dans une politique de réduction des coûts, mais Williams et Manor soulevèrent des objections. Les propositions incluaient l'homologation des ailerons avant et arrière, une limitation du nombre de modifications apportées par les écuries à leurs monoplaces au cours de la saison, le prolongement de l'interdiction des essais privés durant la saison, des restrictions sur le nombre de personnel présent sur les circuits, et la fermeture des usines durant les vacances d'été.
Le 29 juillet, BMW Sauber annonça qu'elle se retirait du championnat de Formule 1 à la fin de l'année 2009, citant « l'évolution actuelle du sport automobile » comme motif de sa décision. Trois jours plus tard, le 1er août, il fut annoncé que la FIA avait signé l'accord Concorde, mettant ainsi fin au litige avec la FOTA. Le nouvel accord revint en partie au système qui était en vigueur en 1998 en rétablissant le droit de vote des écuries et en établissant des groupes de travail et des commissions chargés de prendre des décisions. Le document incluait également une clause offrant une semaine supplémentaire à BMW Sauber pour signer l'accord au cas où un repreneur se serait montré intéressé.